# Юнгбек, Бенни
Бенни Ингемар Юнгбек (швед. Benni Ingemar Ljungbeck; род. 20 июля 1958, Хесслехольм, Кристианстад) — шведский борец греко-римского стиля, призёр Олимпийских игр, многократный призёр чемпионатов Европы .

## Биография
В 1973 году, в пятнадцатилетнем возрасте, выиграл чемпионат Северных стран как среди юниоров, так и среди взрослых в первом наилегчайшем весе. В 1974 году на этом же чемпионате повторил успех среди взрослых в первом наилегчайшем весе, среди юниоров остался вторым в наилегчайшем весе. В том же году выступил на чемпионате Европы в возрастной категории Espoir в первом наилегчайшем весе и остался пятым. В 1975 году стал чемпионом Северных стран среди взрослых (наилегчайший вес) и среди юниоров (легчайший вес), а на Гран-при Германии остался пятым. В 1976 году был шестым на Гран-при Германии; так же, как и в 1977 году. В 1977 году стал победителем чемпионата Северных стран в легчайшем весе, в котором он и выступал почти всю карьеру, и был восьмым на чемпионате Европы. В 1978 году был вторым на чемпионате Европы в возрастной категории Espoir, двенадцатым среди взрослых, третьим на Гран-при Германии и седьмым на чемпионате мира. В 1979 году был двенадцатым на чемпионате Европы и девятым  на чемпионате мира.  В 1980 году завоевал серебряную медаль чемпионата Европы и был четвёртым на Гран-при Германии.  
На Летних Олимпийских играх 1980 года в Москве боролся в легчайшем весе (до 57 килограммов). Регламент турнира оставался прежним, с начислением штрафных баллов; за чистую победу штрафные баллы не начислялись, за победу с явным преимуществом начислялось 0,5 штрафных балла, за победу по очкам 1 балл, за поражение с явным преимуществом соперника 3,5 балла и за чистое поражение 4 балла. Как и прежде, борец, набравший 6 штрафных баллов, из турнира выбывал. Титул оспаривали 13 борцов.
Бенни Юнгбек добрался до финальных встреч, несмотря на чистое поражение от Шамиля Серикова. В первой финальной встрече был дисквалифицирован за пассивность, во второй не боролся, так как ему было зачтено поражение от Серикова в предварительных встречах, и таким образом шведский борец завоевал бронзовую медаль игр. 
| Выступление на Олимпийских играх 1980 года | Выступление на Олимпийских играх 1980 года | Выступление на Олимпийских играх 1980 года | Выступление на Олимпийских играх 1980 года | Выступление на Олимпийских играх 1980 года | Выступление на Олимпийских играх 1980 года | Выступление на Олимпийских играх 1980 года | Выступление на Олимпийских играх 1980 года |
| Круг                                       | Соперник                                   | Страна                                     | Результат                                  | Счёт                                       | Баллы                                      | Всего баллов                               | Время схватки                              |
| ------------------------------------------ | ------------------------------------------ | ------------------------------------------ | ------------------------------------------ | ------------------------------------------ | ------------------------------------------ | ------------------------------------------ | ------------------------------------------ |
| 1                                          | Леонель Перез                              | Куба                                       | Победа                                     | Дисквалификация                            | 0                                          | 0                                          | 5:27                                       |
| 2                                          | Герберт Нигш                               | Австрия                                    | Победа                                     | Дисквалификация                            | 0                                          | 0                                          | 7:05                                       |
| 3                                          | Георги Донев                               | Болгария                                   | Победа                                     | 10-4                                       | 0                                          | -1                                         | 9:00                                       |
| 4                                          |                                            |                                            |                                            |                                            | 0                                          | -1                                         |                                            |
| 5                                          | Шамиль Сериков                             | Союз Советских Социалистических Республик  | Поражение                                  | Туше                                       | -4                                         | -5                                         | 2:42                                       |
| Финал (встреча 1)                          | Юзеф Липень                                | Польша                                     | Поражение                                  | Дисквалификация                            |                                            |                                            | 8:25                                       |
| Финал (встреча 2)                          |                                            |                                            |                                            |                                            |                                            |                                            | 8:25                                       |

В 1980 году завоевал «серебро» розыгрыша Кубка мира. В 1981 году завоевал «серебро» чемпионата Европы, был пятым на Гран-при Германии, седьмым на чемпионате мира и победил на чемпионате Северных стран, причём в полулёгком весе. В 1982 году был пятым на чемпионате мира. В 1984 году остался четвёртым на чемпионате Европы и победил на чемпионате Северных стран.  
На Летних Олимпийских играх 1984 года в Лос-Анджелесе боролся в легчайшем весе (до 57 килограммов). Регламент турнира оставался прежним, с начислением штрафных баллов. Участники турнира, числом в 16 человек в категории, были разделены на две группы. За победу в схватках присуждались баллы, от 4 баллов за чистую победу и 0 баллов за чистое поражение. Когда в каждой группе определялись три борца с наибольшими баллами (борьба проходила по системе с выбыванием после двух поражений), они разыгрывали между собой места в группе. Затем победители групп встречались в схватке за первое-второе места, занявшие второе место — за третье-четвёртое места, занявшие третье место — за пятое-шестое места. 
Бенни Юнгбек выступал неплохо и дошёл до финальных встреч в своей группе, но обе встречи проиграл, заняв третье место. На схватку за пятое место не вышел. 
| Выступление на Олимпийских играх 1984 года | Выступление на Олимпийских играх 1984 года | Выступление на Олимпийских играх 1984 года | Выступление на Олимпийских играх 1984 года | Выступление на Олимпийских играх 1984 года | Выступление на Олимпийских играх 1984 года | Выступление на Олимпийских играх 1984 года | Выступление на Олимпийских играх 1984 года |
| Круг                                       | Соперник                                   | Страна                                     | Результат                                  | Счёт                                       | Баллы                                      | Всего баллов                               | Время схватки                              |
| ------------------------------------------ | ------------------------------------------ | ------------------------------------------ | ------------------------------------------ | ------------------------------------------ | ------------------------------------------ | ------------------------------------------ | ------------------------------------------ |
| 1                                          | Антонио Кальтабьяно                        | Италия                                     | Победа                                     | 3-1                                        | 3                                          | 3                                          |                                            |
| 2                                          | Илпо Сеппяля                               | Финляндия                                  | Победа                                     | 7-1                                        | 3                                          | 6                                          |                                            |
| 3                                          | Ронни Сигде                                | Норвегия                                   | Победа                                     | Туше                                       | 4                                          | 10                                         | 5:54                                       |
| Финал группы «A» (встреча 1)               | Бабис Холидис                              | Греция                                     | Поражение                                  | 2-5                                        | 1                                          | 1                                          |                                            |
| Финал группы «A» (встреча 2)               | Масаки Это                                 | Япония                                     | Поражение                                  | Туше                                       | 0                                          | 1                                          | 4:25                                       |
| За пятое место                             | Фрэнк Фамиано                              | Соединённые Штаты Америки                  | Поражение                                  | Неявка                                     |                                            |                                            |                                            |

В 1985 году был вторым на розыгрыше Кубка мира и чемпионате Северных стран, а на чемпионате Европы завоевал бронзовую медаль. В 1986 году стал серебряным призёром чемпионата Европы и Гран-при Германии, уже в полулёгком весе. В 1987 году остался тринадцатым на чемпионате мира, в 1988 году четвёртым на Гран-при Германии. 
На Летних Олимпийских играх 1988 года в Сеуле боролся в категории до 57 килограммов (легчайший вес). Участники турнира, числом в 21 человек в категории, были разделены на две группы. За победу в схватках присуждались баллы, от 4 баллов за чистую победу и 0 баллов за чистое поражение. В каждой группе определялись четыре борца с наибольшими баллами (борьба проходила по системе с выбыванием после двух поражений), они разыгрывали между собой места с первое по восьмое. Победители групп встречались в схватке за первое-второе места, занявшие второе место — за третье-четвёртое места и так далее. 
Бенни Юнгбек проиграв две встречи, из дальнейшего турнира выбыл.  
| Выступление на Олимпийских играх 1988 года | Выступление на Олимпийских играх 1988 года | Выступление на Олимпийских играх 1988 года | Выступление на Олимпийских играх 1988 года | Выступление на Олимпийских играх 1988 года | Выступление на Олимпийских играх 1988 года | Выступление на Олимпийских играх 1988 года | Выступление на Олимпийских играх 1988 года |
| Круг                                       | Соперник                                   | Страна                                     | Результат                                  | Счёт                                       | Баллы                                      | Всего баллов                               | Время схватки                              |
| ------------------------------------------ | ------------------------------------------ | ------------------------------------------ | ------------------------------------------ | ------------------------------------------ | ------------------------------------------ | ------------------------------------------ | ------------------------------------------ |
| 1                                          | Кейо Пекконен                              | Финляндия                                  | Победа                                     | 5-0                                        | 3                                          | 3                                          |                                            |
| 2                                          | Бабис Холидис                              | Греция                                     | Поражение                                  | Пассивность                                | 0                                          | 3                                          | 5:22                                       |
| 3                                          | Александр Шестаков                         | Союз Советских Социалистических Республик  | Поражение                                  | Пассивность                                | 0                                          | 3                                          | 3:43                                       |

По окончании карьеры стал тренером. С 2000 года тренировал в датском клубе IK Örgryte, с 2010 года привлечён к тренировкам сборной Швеции. 
Живёт в Энгельхольме